# Пресерје при Комну
Пресерје при Комну (словен. Preserje pri Komnu, итал. Pressèrie) је насељено место у општини Комен, Обално-крашка регија, Словенија.

## Историја
До територијалне реорганизације у Словенији било је у саставу старе општине Сежана.

## Становништво
У попису становништва из 2011. године, Пресерје при Комну је имало 52 становника.
| Број становника према пописима | Број становника према пописима | Број становника према пописима |
| ------------------------------ | ------------------------------ | ------------------------------ |
| 1991                           | 2002                           | 2011                           |
| 52                             | 48                             | 52                             |

Напомена: До 1955. исказивано под именом Пресерје.